# マリー・ミュラー (画家)
マリー・ミュラー（Marie Müller、1847年7月10日 - 1935年3月21日）は、オーストリアの画家である。肖像画家として働いた。

## 略歴
ウィーンで生まれた。父親のレオポルト・ミュラー(Leopold Müller: 1807–1862)は測量の仕事をした後、版画家になった人物である。9人兄弟で、その内の4人は子供のころ亡くなったが、兄にオリエンタリズムの画家になったレオポルト・カール・ミュラー(1834-1892)がいる。妹のベルタ・ミュラー(1848-1937)も画家になった。姉のヨゼフィーネ(Josefine: 1839-1906)は画家のエドゥアルト・スヴォボダ(Eduard Swoboda : 1814-1902)と結婚した。
1872年にミカエル・リーザー(Michael Rieser)が校長を務めるウィーンの工芸学校(Kunstgewerbeschule)に入学した。1873年から1880年まではフェルディナント・ラウフベルガー(Ferdinand Laufberger)から個人レッスンを受けた。ウィーン美術アカデミーの教授になった兄のレオポルト・カール・ミュラーの工房で、ベルタ・ミュラーとともに肖像画家として働いた。美術アカデミーの教授、アウグスト・フォン・ペッテンコーフェン(1822–1889)からも指導を受けた。1883年から1884年にかけて兄とカイロに旅し、中東の人物や室内画を描いた。
1886年の美術家協会キュンストラーハウスの展覧会に初めて参加し、7点の肖像画を出展し、その後毎年出展した。1890年にペッテンコーフェンの工房を引き継ぎ、1902年までベルタ・ミュラーとそこで働いた。1891年にウィーン市からの依頼で小説家のマリー・エーブナ＝エンシェンバッハ(1830–1916)の肖像画を描いたことから、エーブナ＝エンシェンバッハと友人になり、定期的に手紙をやりとりをした。
1900年ころ、女性画家のベルタ・フォン・タルノーツィやマリー・エグナーらと「8人の芸術家（Acht Künstlerinnen）」というグループを結成した。このグループは女性芸術家の作品を知ってもらうために1909年まで年2回の展覧会を開いた。第一次世界大戦後の、ひどいインフレのため多くの財産を失った。1925年から1930年の間は兄の作品を扱う画商として働いた。
1935年にウィーンで亡くなった。

## 作品

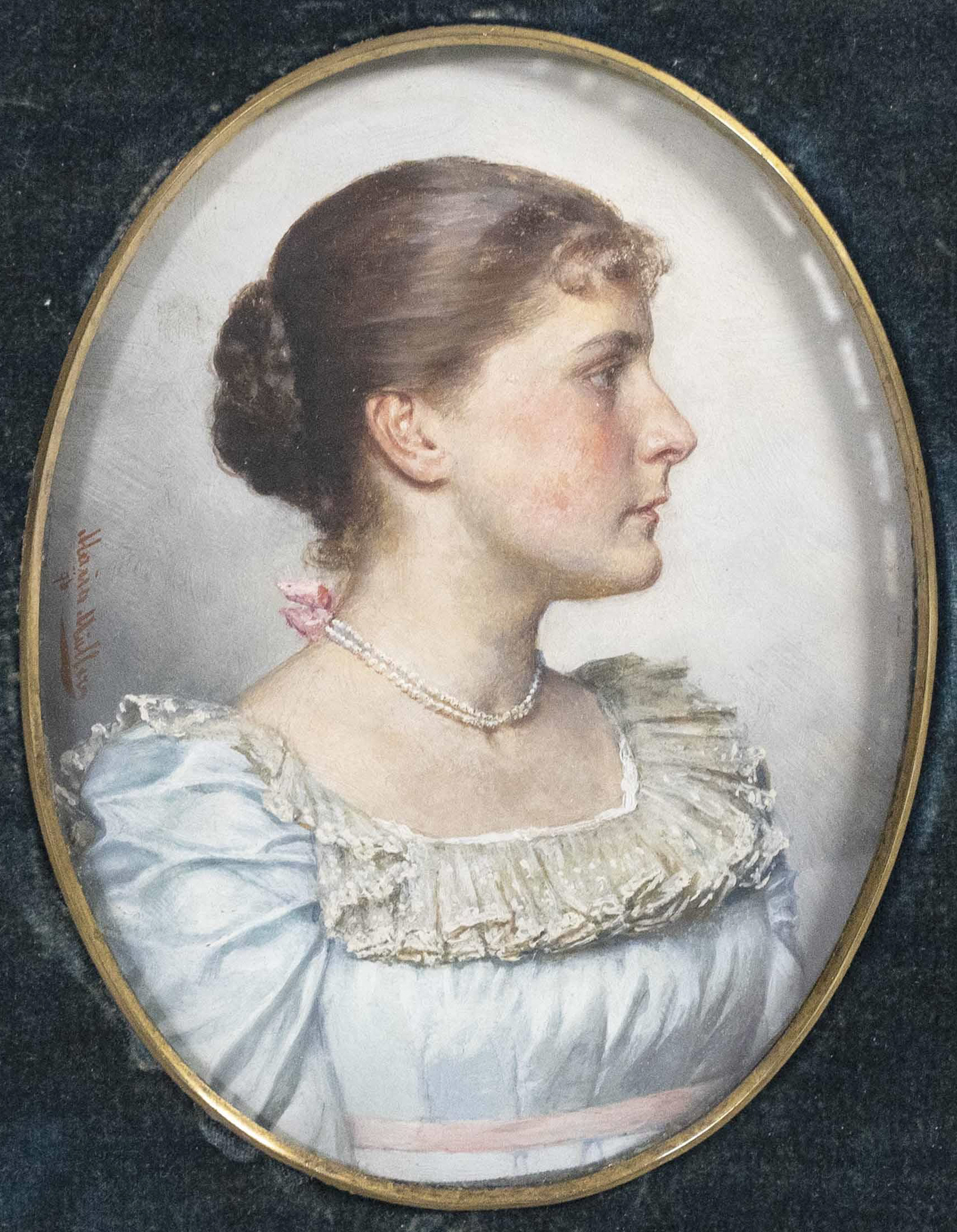
女性の肖像画 (1896)
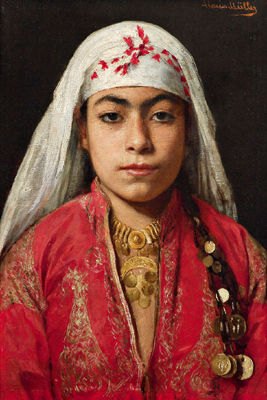
若い中東の女性
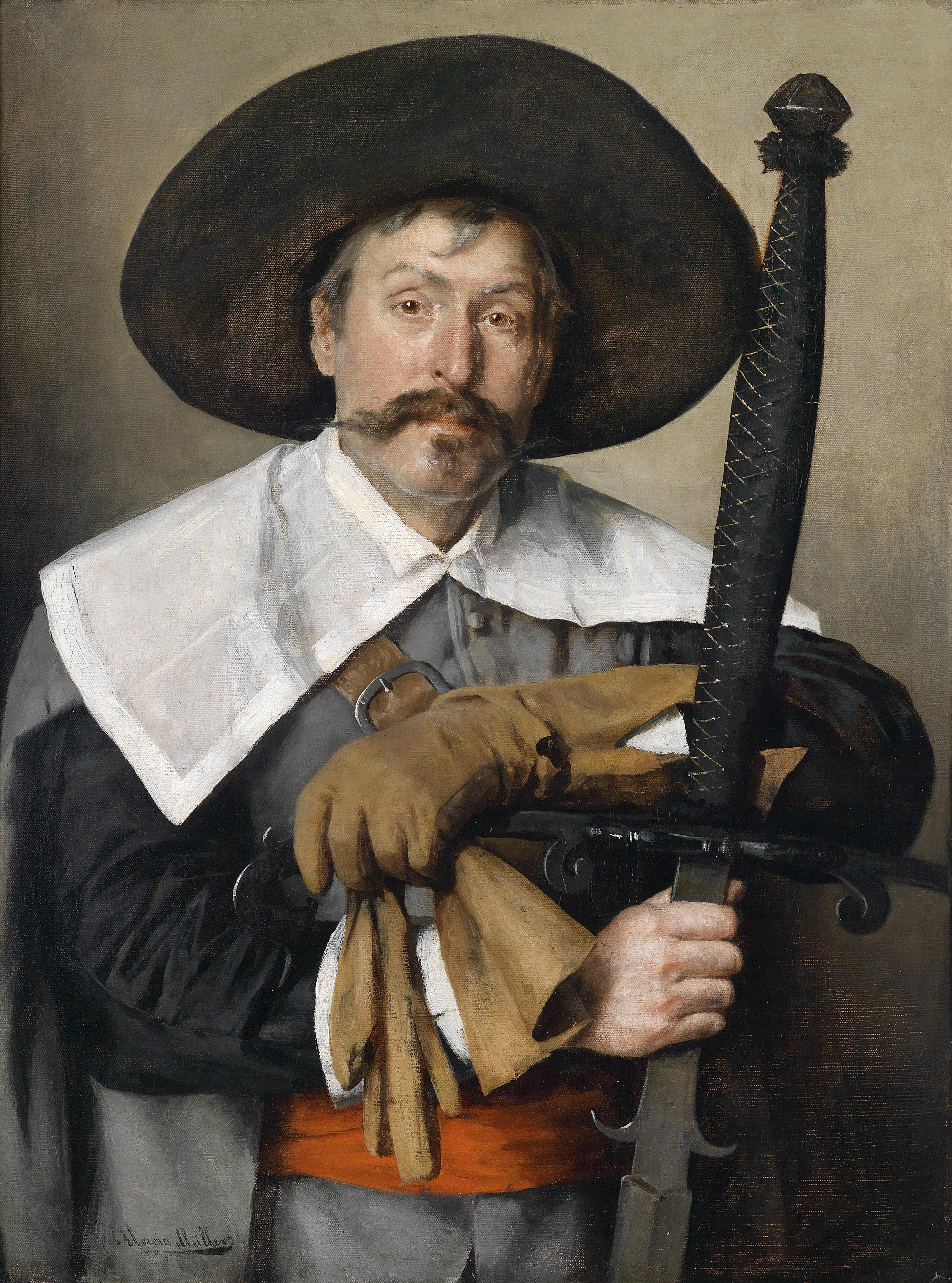
剣を持ったランツクネヒト(傭兵)
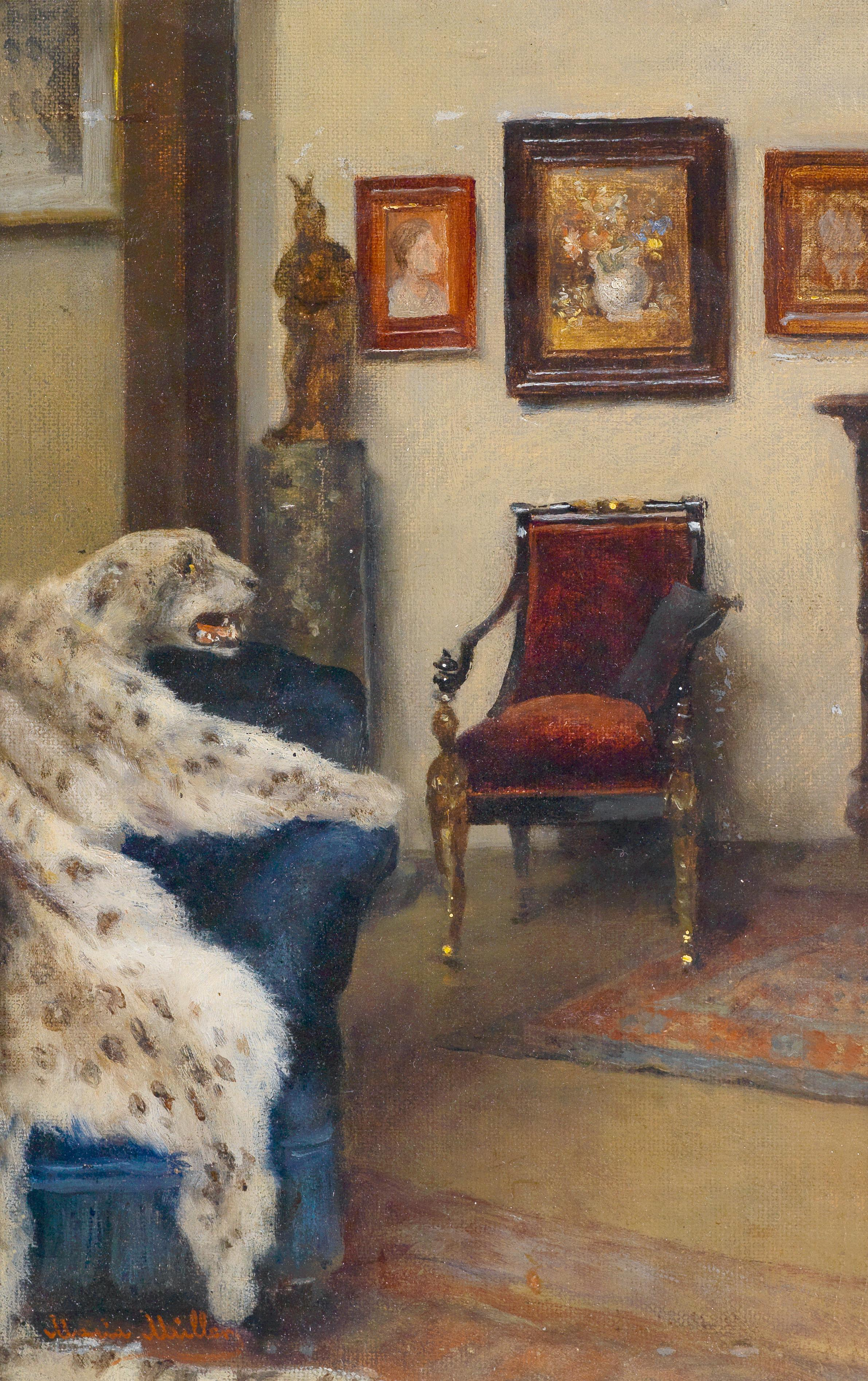
アトリエの室内